# III Giochi panafricani
La terza edizione dei Giochi panafricani si tenne dal 13 al 28 luglio 1978 ad Algeri, capitale dell'Algeria. Vi presero parte circa 3000 atleti in rappresentanza di 45 nazioni.

Francobolli emessi dal Niger in occasione dei Giochi panafricani del 1978

## Discipline
Ai III Giochi panafricani si disputarono gare delle seguenti discipline sportive:
- Atletica leggera (dettagli)
- Calcio (dettagli)
- Ciclismo (dettagli)
- Judo (dettagli)

- Lotta (dettagli)
- Nuoto (dettagli)
- Pallacanestro (dettagli)
- Pallamano (dettagli)

- Pallavolo (dettagli)
- Pugilato (dettagli)
- Tennis (dettagli)
- Tennistavolo (dettagli)

## Medagliere
| #      | Nazione        | Oro | Argento | Bronzo | Totale |
| ------ | -------------- | --- | ------- | ------ | ------ |
| 1      | Tunisia        | 29  | 14      | 20     | 63     |
| 2      | Nigeria        | 18  | 10      | 15     | 43     |
| 3      | Algeria        | 16  | 19      | 23     | 58     |
| 4      | Kenya          | 11  | 8       | 8      | 27     |
| 5      | Marocco        | 7   | 8       | 11     | 28     |
| 6      | Ghana          | 4   | 4       | 7      | 15     |
| 7      | Libia          | 4   | 3       | 5      | 12     |
| 8      | Senegal        | 4   | 2       | 4      | 10     |
| 9      | Uganda         | 3   | 6       | 5      | 14     |
| 10     | Costa d'Avorio | 2   | 3       | 4      | 9      |
| 11     | Zambia         | 2   | 0       | 2      | 4      |
| 12     | Sudan          | 2   | 0       | 0      | 2      |
| 13     | Mali           | 1   | 1       | 0      | 2      |
| 14     | Ciad           | 1   | 0       | 0      | 1      |
| 14     | Swaziland      | 1   | 0       | 0      | 1      |
| 16     | Camerun        | 0   | 4       | 4      | 8      |
| 17     | Togo           | 0   | 1       | 4      | 5      |
| 18     | Etiopia        | 0   | 1       | 2      | 3      |
| 19     | Alto Volta     | 0   | 1       | 1      | 2      |
| 19     | Tanzania       | 0   | 1       | 1      | 2      |
| 21     | Gabon          | 0   | 0       | 1      | 1      |
| Totale | Totale         | 117 | 101     | 132    | 303    |